# Alexander Merkulov
Alexander Merkulov (russisch Александр Юрьевич Меркулов Alexander Jurjewitsch Merkulow; * 17. Juni 1963, Pskow, Sowjetunion) ist ein in Deutschland lebender russischer Pianist und Komponist.

## Werdegang
Merkulov wurde in einer musikalischen Familie geboren und erhielt in jungen Jahren erste Klavierstunden an der städtischen Musikschule Pskow. Dann folgten die Musikhochschulausbildungen an der Lettischen Musikakademie Jāzeps Vītols in Riga als Pianist mit Staatsexamen 1989 und am Staatlichen Sankt Petersburger Konservatorium „N.A. Rimski-Korsakow“ als Komponist mit Abschluss 1996. 1999 wurde Merkulov Mitglied des Russischen Komponistenverbandes, und von 2000 bis 2002 war er Leiter der Abteilung des Komponistenverbandes in Pskow. Einige seiner Klavier-, Chor-, Kammermusikwerke wurden herausgegeben. Seit 2002 lebt Merkulov in Essen. Er tritt als Solo-Pianist, Kammermusiker, Liedbegleiter auf und arbeitet als Klavierlehrer.

## Schaffen
Schwerpunkt seines Schaffens sind zahlreiche Klavierwerke, die in Russland in zwei Bänden verlegt wurden. Zu seinem Schaffen gehören auch Sinfonie-, Kammermusik-, Chorwerke, Lieder und Pop-Songs. Sein Kompositionsstil zeichnet sich durch die Kombination aus Eigenschaften und Ausdruckskraft der Spätromantik (diese prägt besonders seine frühesten Werke) und Elementen der modernsten Musikrichtungen und Kompositionstechniken (Dodekaphonie, Jazz, New Age usw.) aus.

## Werke (Auswahl)
Klaviermusik:
- Variationen
- Neokreisleriana
- Zahlreiche Einzelstücke
- Namenlose Klavierstücke
- Stilistische Inventionen
- Kleine Suite
- Mottos
- Bekenntnisse
- Polyphone Skizzen
- Songs for Piano
- Wetsche, Kantate für Solisten, gemischten Chor und Sinfonieorchester

Sinfoniewerke:
- Konzert für Klavier und Sinfonieorchester
- Symphonic Revelations
- Autograph-Variationen für Streicher

Kammermusik:
- Passiorenade for violin octet
- Poem-Sonata für Cello und Klavier
- Drei Stücke für Klarinette und Klavier

Chorwerke:
- 3 Lieder nach Gedichten von Alexander Puschkin für Frauenchor mit Klavierbegleitung
- 5 Lieder nach Gedichten von Conrad Ferdinand Meyer (für SATB-Chor a cappella)
- Praeludium für Klavier und Kinderchor
- 7 Lieder für Kinderchor
- Geistliche Chorwerke für die Russisch-Orthodox Kirche

Lieder:
- 6 Lieder nach Gedichten von Pskower Dichter (für Sopran mit Klavierbegleitung)
- 2 Lieder nach Gedichten von Boris Pasternak (für Sopran mit Klavierbegleitung)
- 4 Lieder nach Gedichten von Igor Sewerjanin (für Tenor mit Klavierbegleitung)
- Pop-Songs